# Mauno Kuusisto
Mauno Kuusisto (3 de noviembre de 1917 – 29 de agosto de 2010) fue un cantante de ópera y música schlager finlandés.

## Biografía
Su nombre completo era Mauno Arnold Kuusisto, y nació en Tampere, Finlandia. Huérfano a los pocos meses de edad, quedó al cuidado de sus abuelos. Antes de dedicarse a la música, Kuusisto tuvo varias ocupaciones en la empresa Finlayson, en Tampere, entre ellas la de carpintero, trabajando allí hasta 1957.
Antes de ese año ya había empezado su actividad musical y había estudiado canto. Actuó por vez primera en un concierto en 1952 en Tampere. En la Ópera de Tampere, bajo la dirección de Eero Kosonen, cantó un total de 21 papeles operísticos y de opereta. Además, Kuusisto visitó en dos ocasiones la Ópera Nacional de Finlandia, en Helsinki. Kuusisto actuó como cantante de ópera principalmente entre 1952 y 1968.
Al mismo tiempo, la voz de Kuusisto era familiar del público radiofónico en la década de 1950. Al productor Johan Vikstedt se le ocurrió grabar un disco con Kuusisto, editándose con la canción ”Heijastus”, y en la cara B ”Kertokaa se hänelle” (1959), compuesta por el italiano Rodolfo Falvo en 1930. Gracias al disco Kuusisto obtuvo fama y la grabación llegó a ser disco de oro. Con 47.000 copias, es el sencillo finlandés más vendido de todos los tiempos. La mayoría de las canciones interpretadas por Kuusisto eran arregladas por Erkki Melakoski, George de Godzinsky y Ensio Kosta. 
A principios de los años 1960 Kuusisto fue un fenómeno popular, al aunar la música popular con el estilo del bel canto. Su repertorio incluía música tradicional, música espiritual, ópera, romance, opereta y música de entretenimiento, y llegó a ser reconocido internacionalmente como tenor, hasta el punto de realizar varias giras por Estados Unidos.
Entre los temas más conocidos de su repertorio figuran "Kertokaa se hänelle" (1959), ”Romanssi” (composición de Piotr Ilich Chaikovski, 1959), ”Kaunis kotimaani” (1959), ”Kodin kynttilät” (1959), ”Miksi?” ( 1964), ”Edelweiss” (1966), ”On jossakin” (1967), ”Vaiennut viulu” (1971), ”Lokki” (1971) y ”Elämäni on lauluni” (1971). 
Además de cantante, Kuusisto también fue protagonista de dos largometrajes dirigidos por Åke Lindman: Kertokaa se hänelle... (1961) y Kun tuomi kukkii (1962).
Mauno Kuusisto falleció en Tampere en el año 2010.

## Discografía

### Álbumes
- 1965 : Kertokaa se hänelle (Discophon)
- 1967 : Hengellisiä lauluja (Discophon)
- 1967 : Mauno Kuusisto laulaa (Finnlevy)
- 1969 : Lauluja Sinulle (Discophon)
- 1971 : Elämäni on lauluni (Discophon)
- 1978 : Sunnuntai (Discophon)
- 1980 : Tulin onneni yrttitarhaan (Discophon)
- 1980 : Sua kohti Herrani (Discophon)
- 1980 : Joulumuisto (Discophon)

### Colecciones
- 1979 : Kauneimmat lauluni (Discophon)
- 1992 : Unohtumattomat (Finnlevy)
- 1992 : Joulun tähtihetkiä (Finlandia Records)
- 1995 : 20 suosikkia – Lokki (Fazer Records)
- 1999 : 20 suosikkia – On jossakin (Warner Music Finland)
- 2002 : 20 suosikkia − Oi muistatko vielä sen virren (Warner Music Finland)

## Filmografía
- 1961 : Kertokaa se hänelle…, de Åke Lindman
- 1962 : Kun tuomi kukkii, de Åke Lindman